# Alain Celo
Alain Celo né en 1960, est un compositeur et altiste de l’Orchestre national de Lorraine,.

## Biographie
Il a écrit une vingtaine d’œuvres, principalement instrumentales. Il a effectué au conservatoire de Metz un cursus complet d’écriture puis de composition, avec François Narboni, il est récompensé par le prix de la SACEM, et a également reçu les conseils de Claude Lefebvre et George Crumb. Ses influences vont de Debussy et Stravinsky à Ligeti, en passant par le jazz et les musiques ethniques. Ses pièces mettent en scène le plus souvent les rapports de l’homme et de la nature (de Oiseaux imaginaires pour piano de 1993 à Espaces désertiques pour flûte, violon, contrebasse et percussions de 2003) ou sont liées directement à des œuvres littéraires (Commentaires sur Verlaine pour alto, piano et récitant, 1996, The Erl-king, version anglaise du Roi des aulnes de Goethe pour voix et cordes, 2001). Commandée par l'ensemble Pyxis, son œuvre, L’Amour et le Sablier (voix de soprano, flûte, alto et piano), sur des poèmes de Louis Chadourne, a été créée en 2004 (éditée depuis aux Éditions musicales européennes).
Ses œuvres ont été jouées par l’ensemble Stravinsky, le studio de Cergy-Pontoise, Symblêma, Souffle d’ébène,.
Un premier enregistrement lui est consacré par l'Ensemble Stravinsky, disponible au printemps 2007 (Parnassie Editions, PAR 32).